# Lucien-Häuschen-Schwimmen

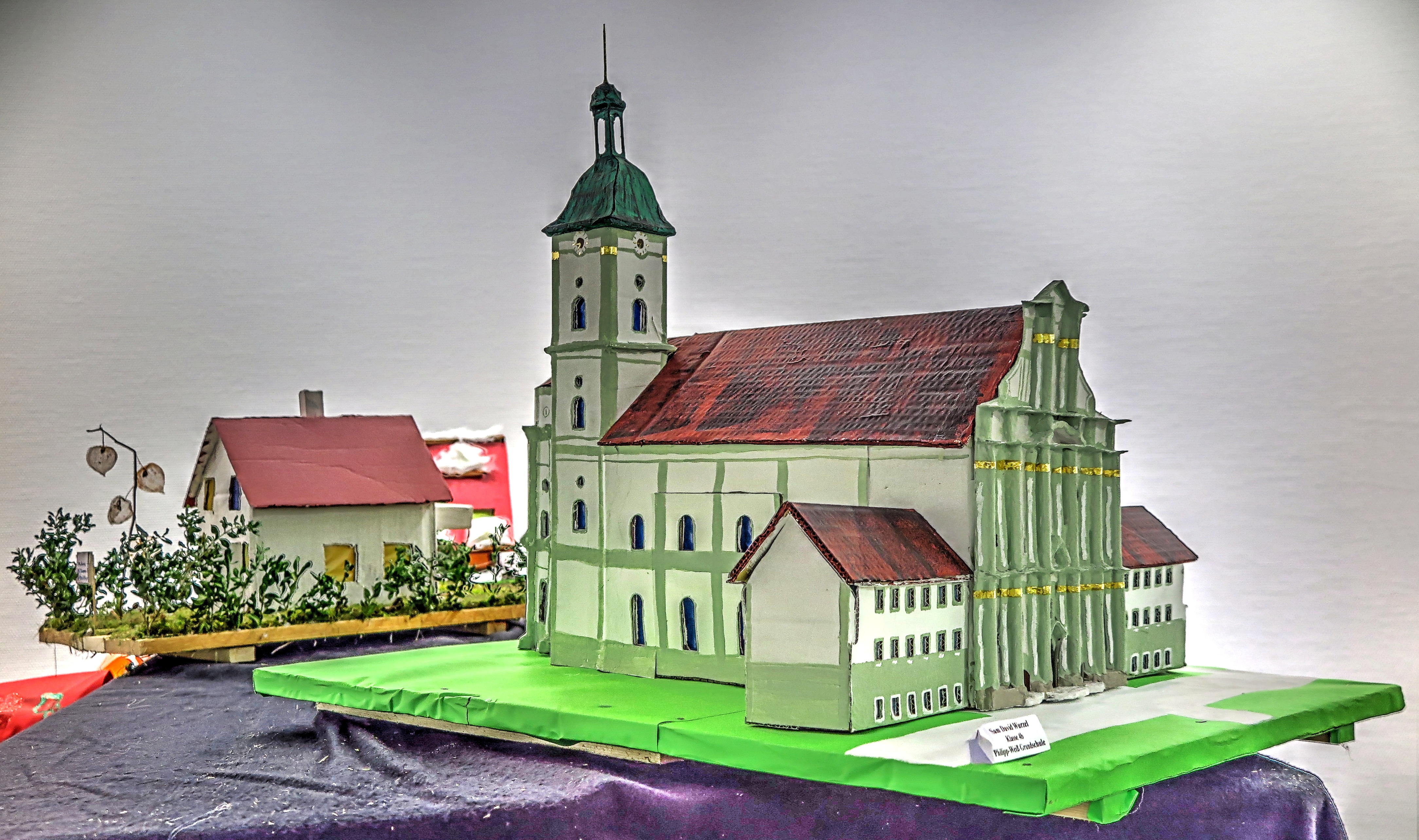
Lucienhäuschen mit einer Nachbildung der Klosterkirche von Fürstenfeld St. Mariä Himmelfahrt

Das Lucien-Häuschen-Schwimmen – früher auch Lichterschwemmen genannt – ist ein traditioneller Brauch, der sehr weit zurückreicht. Er wird alljährlich in den Städten Fürstenfeldbruck Donauwörth sowie der Gemeinde Grafrath am 13. Dezember, dem Gedenktag der Heiligen Lucia, veranstaltet. 

## Geschichte

### Entstehung des Brauchs
Vor der Einführung des gregorianischen Kalenders im Jahr 1582 lag das Datum der Wintersonnenwende auf dem 13. Dezember, der der Heiligen Lucia, der „Lichtbringerin“, gewidmet ist.
Im Jahr 1785 war Fürstenfeldbruck von einem Hochwasser des Flusses Amper bedroht. Besonders am 13. Dezember soll die Überschwemmungsgefahr sehr hoch gewesen sein. Die Bürger von Fürstenfeldbruck, die um ihre Häuser bangten, fanden sich in der Klosterkirche ein und baten die Heilige Lucia um Hilfe. Sie versprachen dabei feierlich, jedes Jahr am 13. Dezember einen Gedenkgottesdienst abzuhalten, sollte ihre Stadt verschont bleiben. Als Opfergabe und Zeichen dafür, dass sie ihr Schicksal in die Hände Gottes legten, hatten viele der Fürstenfeldbrucker Bürger etwa einen Meter hohe Modelle ihrer Häuser und Höfe aus Pappkarton auf einem Holzbrett nachgebaut. Die Häuschen enthielten in ihrem hohlen Inneren Kerzen, die nach dem Gebet in der Kirche entzündet wurden. Daraufhin wurden die Häuschen in die Amper gesetzt.
Tatsächlich blieb der 13. Dezember 1785 der Tag mit dem höchsten Pegelstand der Amper und die Bürger feierten aus Dankbarkeit fortan jedes Jahr einen Gottesdienst zu Ehren der Heiligen Lucia. Obwohl der Gottesdienst zu Beginn des 19. Jahrhunderts nicht mehr stattfand, wurden dennoch bis zum Jahre 1851 Pappmodelle der Fürstenfeldbrucker Häuser mit brennenden Kerzen in die Amper gesetzt.
Die Überschwemmung des Jahres 1785 war jedoch nicht der Ursprung dieses Brauches, sondern nur der Anlass dafür, ihn wieder neu zu beleben. Es gibt mehrere Belege über die Ausübung diese Brauches vor 1785. Ende der achtziger Jahre des 17. Jahrhunderts schrieb Balduin Helm, der spätere Abt des Klosters Fürstenfeld, in einem Verzeichnis der Gottesdienste unterm 13. Dezember: „Festum St. Luciae – Luzientag. Heute liest der Pfarrer zur fünften Stunde am Marienaltar in Bruck die Messe den Schülern, von denen Opfergaben dargebracht werden. Nach der Messe veranstaltet der Schulmeister mit den Kindern singend eine Prozession durch den Ort, wobei die Kinder beleuchtete Häuschen in Händen halten, die sie in die Amper setzen.“ Am 18. Februar 1706 verlangte der Freisinger Bischof Aufklärung über den am 13. Dezember in Bruck ausgeübten Brauch: „… an St. Luciae fest zu Prugg negst Fürstenfeld diser gewisse missbrauch eingeschlichen, dass man papierrene heusel sambt einem inhabenten liecht häuffig auf die Glon (fälschlich für Amper) zulegen und hinab rinen zlassen pflege, ohnwissent aus was ursachen.“. Am 30. März 1706 antwortet der angeschriebene Dekan Urbanus Widmann dem Freisinger Bischof: „… dass deme in allem also (ist) und zwar dass diss schon ein altes herkhommen seye, nemme seinen ursprung von einer beschehenen ausgiessung der Ammer, so den markht Prugg durchfliesset, … Zu abwandlung dan dergleichen grossen und gefährlichen ergiessungen gemelten wassers würdt von selcher zeit hero am fest der heyl. Luciae ein heylige möss gelesen, welche nit nur allein die burgerschafft, sondern auch die schuelkünder mit ihrem lehrmayster beywohnen, der nach vollendter heyliger möss mit denen kündern, so alle in ihren händten papirene heusl und liechter darinnen, der Ammer zugehet, alwo ein fischer in ainer züllen (Zille = Kahn) ihrer erwarttet, von ihnen kündern die papirenen heusl hinein nümbt, alsdann auf das wasser sözt und dise ohne weiter zeremoni und worrt sprechung mit stendigem zusehen der künder rünnen lasset, zu wass züll (Ziel) und ende aber dieses beschehe, hab ich nichts erfragen können.“ Widmann fügt weiter noch an, „Zu deme habe ich auch diss vernommen, so obwen (obwohl) nunmehr abkhommen, dass die künder vor diesem, nach ihrem verüchten disem kündspüll, in dem markh von haus zu haus herumbgefahren und gerütten seyn, welche allerhand verehrung und erfrischungen von der burgerschafft eingesamblet, so sye hernach mit einander in kündlicher freuden verzörtt haben …“.

Mehrmals wurde in diesem Schriftverkehr darauf hingewiesen, „dass diss schon ein altes herkhommen seye“. Nach der Beschreibung von 1706 war mit dem Lichterschwimmen ein Heischebrauch verbunden, wenn auch dieser zum Zeitpunkt der Befragung nicht mehr ausgeübt wurde. In den Rechnungsbelegen des Marktes Bruck heißt es im Jahr 1621: „Luzia 1 fl (Gulden)“ und 1624: „Luziae den Schuelkhindern zu Prugg wie breichig 1 fl.“ Ein ähnlicher Eintrag findet sich auch für 1628. Dieses „wie breichig“, d. h. wie seit langem üblich, deutet auch zu diesem Zeitpunkt auf eine ältere Brauchtradition hin.
Zum Verständnis der Ursprünge dieses alten Brauches ist es unerlässlich, die mit dem 13. Dezember verbundenen Bräuche anderer Regionen zu betrachten. Bis zur Einführung des gregorianischen Kalenders im Jahr 1582 war der Luzientag der Tag der Wintersonnenwende, also der kürzeste Tag im Jahr. Dies blieb er im Bewusstsein der Bevölkerung noch mehrere Jahrhunderte lang, auch wenn in Wirklichkeit nun der 21. Dezember die Wintersonnenwende ist (sowohl bei Johann Andreas Schmeller wie auch bei Karl von Leoprechting – beide Mitte des 19. Jahrhunderts – wird St. Luzia noch als Mittwintertag bezeichnet). Auf diesen Tag des Übergangs und der Veränderung konzentrierte sich eine Reihe von Bräuchen, bei denen das im Wasser schwimmende Licht eine wesentliche Rolle spielte. Der Brauch des Lichterschwemmens war nicht nur auf Bayern beschränkt, sondern es gibt zahlreiche Belege für auf dem Wasser schwimmende Lichter an bestimmten Wintertagen aus dem ganzen Alpenraum und den angrenzenden Gebieten, ja sogar vom Balkan.
Das Gemeinsame all dieser Bräuche des „Lichterschwemmens“ ist das Aussetzen des Lichts auf dem lebenspendenden Wasser an einem um Mittwinter und Frühlingsanfang gelagerten Termin. „Man wollte der Sonne in ihrer allergrößten Erdenferne, in ihrer Schwäche, sozusagen mit dem irdischen Feuer als dem Abbild des himmlischen Lichtes Kraft schenken“ (Leopold Kretzenbacher).

### Fortführung der Tradition

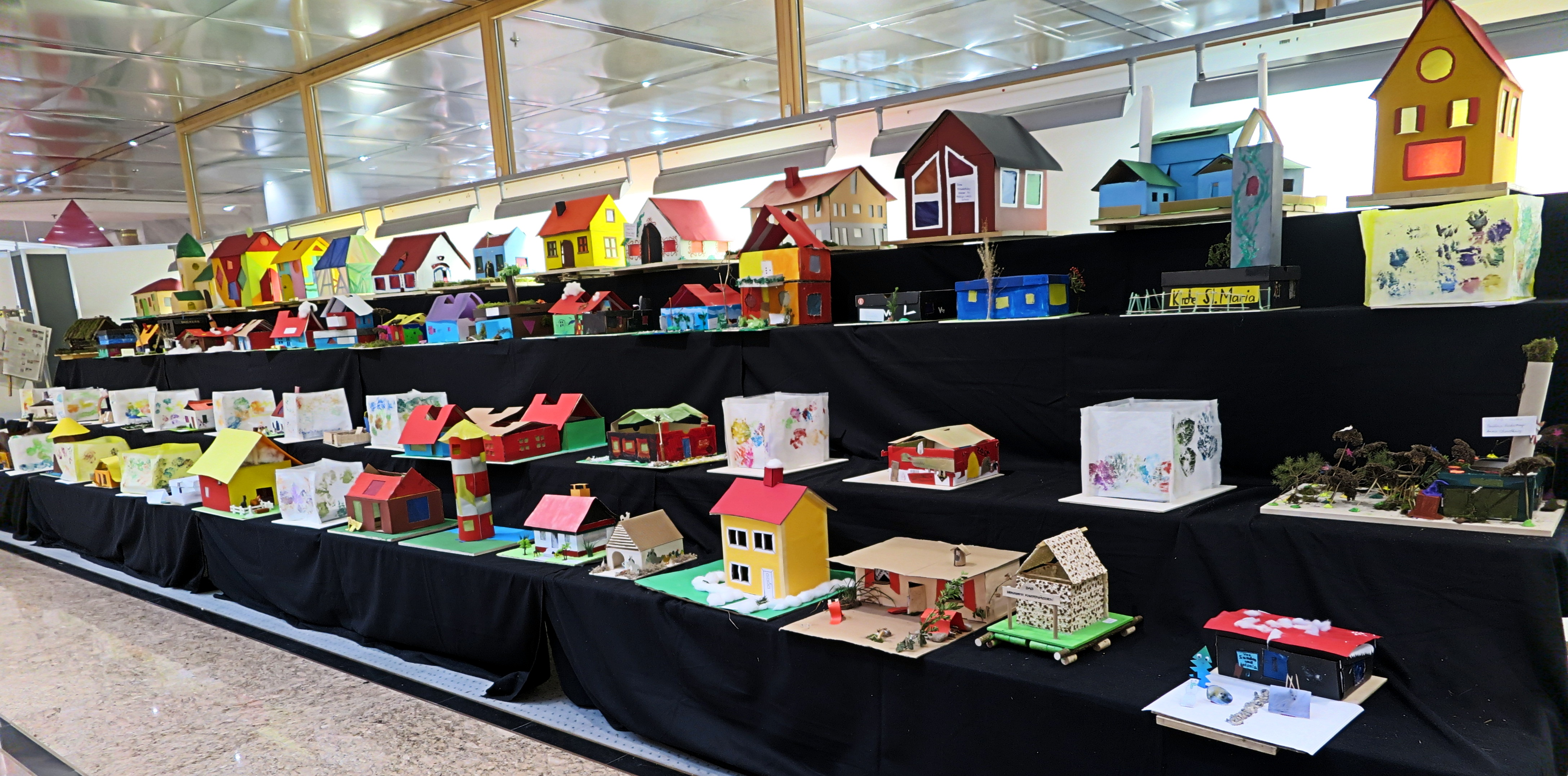
Lucienhäuschen-Ausstellung in der Sparkasse

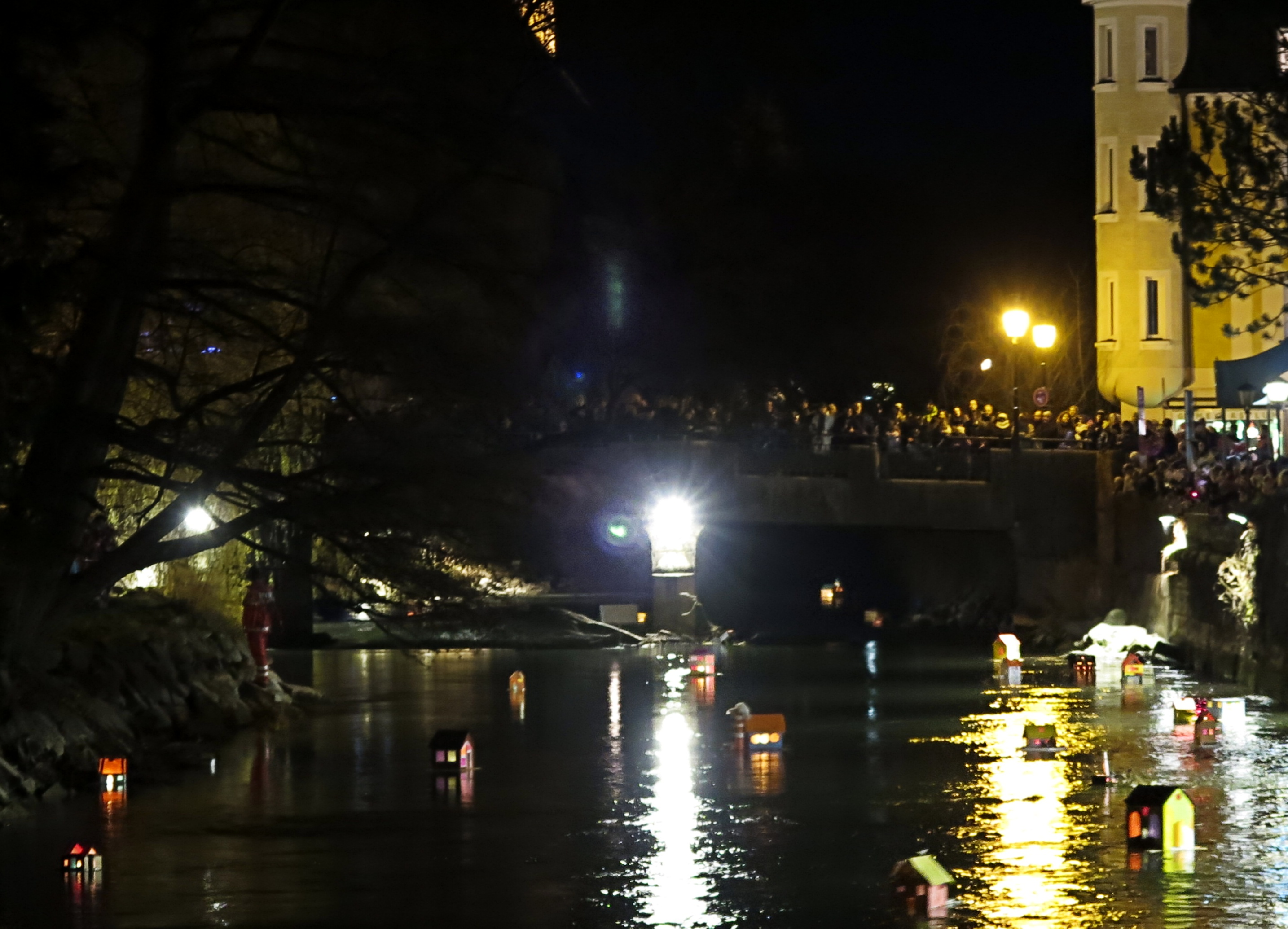
Häuschen auf dem Weg zur Amperbrücke

Erst im Jahr 1949 erinnerte sich der Rektor der städtischen Knabenschule (die heutige Philipp-Weiß-Grundschule in Fürstenfeldbruck), Georg Kachelriß (1902–1979), wieder an den alten Brauch und baute mit seinen Schülern im Werkunterricht erneut Lucien-Häuschen, die am 13. Dezember 1949 nach Einbruch der Dunkelheit den Wassern der Amper übergeben wurden.
Seither bauen die Fürstenfeldbrucker Kinder jedes Jahr in der Adventszeit Häuser aus Pappe, Holz, Schaumpolystyrol und Transparentpapier unter tatkräftiger Mithilfe ihrer Eltern. Nach dem traditionellen Luciengottesdienst auf dem Leonhardsplatz vor der Wallfahrtskirche St. Leonhard werden die Häuschen am Abend in einer Prozession zum Amperufer getragen und unter Aufsicht der Wasserwacht der Strömung übergeben. Langsam treiben die von den Kerzen im Inneren erleuchteten Häuschen dann flussabwärts: Von der Amperbrücke aus zeigt sich aufgrund der bunten Fenster aus Transparentpapier ein farbenprächtiges Spektakel.
In den letzten Jahren wurden an jedem 13. Dezember etwa 200 vom Stadtpfarrer gesegnete Häuschen auf der Amper schwimmen gelassen.